# غيليس دي أوليفيرا
غيليس دي أوليفيرا (بالفرنسية: Gilles De Oliveira)‏ (30 أكتوبر 1984 في فرنسا - ) هو لاعب كرة قدم فرنسي في مركز الدفاع. لعب مع نادي تروا ونادي مونتلوكون وMoulins Yzeure Foot ‏.

## وصلات خارجية
- غيليس دي أوليفيرا على موقع قاعدة بيانات كرة القدم.إي يو (الإنجليزية)